# Meistriliiga 2018
La Meistriliiga 2018 (por razones de patrocinio A. Le Coq Premium Liiga) fue la edición número 28 de la Meistriliiga, la primera división del fútbol de Estonia. La temporada inició el 3 de marzo de 2018 y culminó el 10 de noviembre del mismo año Nõmme Kalju conquistó su segundo título de liga

## Sistema de competición
Los diez equipos participantes jugaron entre sí todos contra todos cuatro veces totalizando 36 partidos cada uno, al término de la fecha 36 el primer clasificado obtuvo un cupo para la primera ronda de la Liga de Campeones 2019-20, mientras que el segundo y tercer clasificado obtuvieron un cupo para la primera ronda de la Liga Europea 2019-20; por otro lado el último clasificado descendió a la Esiliiga 2020, el penúltimo jugará el Play-offs de relegación ante el subcampeón de la Esiliiga 2018.
Un tercer cupo para la primera ronda de la Liga Europea 2019-20 fue asignado al campeón de la Copa de Estonia.

## Información de los equipos
| Equipo              | Ciudad     | Estadio                  | Capacidad |
| ------------------- | ---------- | ------------------------ | --------- |
| Flora               | Tallin     | A. Le Coq Arena          | 14.405    |
| Kuressaare          | Kuressaare | Kuressaare linnastaadion | 1.000     |
| Levadia Tallinn     | Tallin     | Estadio Kadriorg         | 5.000     |
| Narva Trans         | Narva      | Narva Kreenholmi Stadium | 1.065     |
| Nõmme Kalju         | Tallin     | Hiiu Stadium             | 650       |
| Paide Linnameeskond | Paide      | Paide Linnastaadion      | 268       |
| Tallinna Kalev      | Tallin     | Kalevi Keskstaadion      | 11.500    |
| Tammeka             | Tartu      | Tamme Stadium            | 1.500     |
| Tulevik             | Viljandi   | Viljandi Linnastaadion   | 1.084     |
| Vaprus              | Pärnu      | Pärnu Rannastaadion      | 1.501     |

## Tabla de posiciones
| Pos. | Equipo              | Pts. | PJ | G  | E  | P  | GF  | GC  | Dif. | Clasificación 2019–20                 |
| ---- | ------------------- | ---- | -- | -- | -- | -- | --- | --- | ---- | ------------------------------------- |
| 1    | Nõmme Kalju (C)     | 86   | 36 | 25 | 11 | 0  | 114 | 32  | +82  | Primera ronda de la Liga de Campeones |
| 2    | Levadia Tallinn     | 84   | 36 | 26 | 6  | 4  | 109 | 26  | +83  | Primera ronda de la Liga Europea      |
| 3    | Flora               | 83   | 36 | 25 | 8  | 3  | 116 | 32  | +84  | Primera ronda de la Liga Europea      |
| 4    | Narva Trans         | 61   | 36 | 18 | 7  | 11 | 76  | 57  | +19  | Primera ronda de la Liga Europea      |
| 5    | Paide Linnameeskond | 51   | 36 | 14 | 9  | 13 | 64  | 74  | −10  |                                       |
| 6    | Tammeka             | 49   | 36 | 14 | 7  | 15 | 56  | 58  | −2   |                                       |
| 7    | Tulevik             | 29   | 36 | 8  | 5  | 23 | 37  | 100 | −63  |                                       |
| 8    | Tallinna Kalev      | 28   | 36 | 7  | 7  | 22 | 54  | 68  | −14  |                                       |
| 9    | Kuressaare (O)      | 21   | 36 | 6  | 3  | 27 | 34  | 115 | −81  | Promoción por la permanencia          |
| 10   | Vaprus              | 13   | 36 | 2  | 7  | 27 | 25  | 123 | −98  | Descenso a Esiliiga                   |

Actualizado a los partidos jugados el 10 de noviembre de 2018.
 Fuente: Soccerway
Notas:
1. ↑  Tras ganar la Copa de Estonia, el Narva Trans obtuvo una plaza para participar en la Liga Europa 2019-20,

## Tabla de resultados cruzados
| Local \ Visitante   | FLO | KUR | LEV | NAR | NOM | PAI | TAL | TAM | TUL | VAP |
| ------------------- | --- | --- | --- | --- | --- | --- | --- | --- | --- | --- |
| Flora               | —   | 2–1 | 2–2 | 0–0 | 3–3 | 6–0 | 1–0 | 3–1 | 1–0 | 5–0 |
| Kuressaare          | 0–7 | —   | 1–1 | 0–5 | 0–3 | 1–4 | 1–0 | 0–4 | 3–1 | 1–3 |
| Levadia Tallinn     | 2–1 | 4–0 | —   | 5–0 | 2–2 | 1–1 | 3–0 | 3–1 | 5–0 | 6–1 |
| Narva Trans         | 2–4 | 3–0 | 1–1 | —   | 2–2 | 1–0 | 2–2 | 4–1 | 2–0 | 6–0 |
| Nõmme Kalju         | 2–0 | 8–3 | 2–1 | 5–2 | —   | 3–2 | 3–0 | 1–0 | 8–2 | 7–0 |
| Paide Linnameeskond | 0–2 | 3–1 | 1–3 | 0–2 | 1–4 | —   | 2–0 | 3–3 | 4–0 | 2–2 |
| Tallinna Kalev      | 1–3 | 5–0 | 0–4 | 1–2 | 2–2 | 2–3 | —   | 0–1 | 1–2 | 4–2 |
| Tammeka             | 0–3 | 1–2 | 0–3 | 1–1 | 1–1 | 5–2 | 1–0 | —   | 0–0 | 4–2 |
| Tulevik             | 0–6 | 1–3 | 0–7 | 0–6 | 0–6 | 1–1 | 1–0 | 0–2 | —   | 2–1 |
| Vaprus              | 1–8 | 1–1 | 0–5 | 0–4 | 0–6 | 1–1 | 0–4 | 0–1 | 1–1 | —   |

| Local \ Visitante   | FLO | KUR | LEV | NAR | NOM | PAI | TAL | TAM | TUL | VAP |
| ------------------- | --- | --- | --- | --- | --- | --- | --- | --- | --- | --- |
| Flora               | —   | 4–0 | 3–0 | 2–2 | 2–2 | 7–2 | 3–1 | 5–0 | 4–0 | 3–0 |
| Kuressaare          | 0–4 | —   | 0–5 | 0–3 | 2–4 | 1–3 | 3–3 | 1–3 | 1–4 | 2–1 |
| Levadia Tallinn     | 2–1 | 4–0 | —   | 6–1 | 0–0 | 4–0 | 3–2 | 0–1 | 2–1 | 4–0 |
| Narva Trans         | 1–2 | 2–1 | 1–2 | —   | 0–3 | 1–2 | 3–2 | 2–1 | 4–1 | 1–1 |
| Nõmme Kalju         | 1–1 | 4–0 | 1–0 | 4–1 | —   | 0–0 | 1–1 | 2–2 | 4–0 | 4–0 |
| Paide Linnameeskond | 3–3 | 2–1 | 1–4 | 2–5 | 0–3 | —   | 2–2 | 2–1 | 4–1 | 2–1 |
| Tallinna Kalev      | 2–2 | 3–0 | 1–4 | 0–1 | 0–2 | 1–2 | —   | 2–1 | 0–2 | 5–0 |
| Tammeka             | 0–4 | 6–1 | 0–3 | 2–1 | 0–1 | 1–1 | 2–1 | —   | 1–0 | 5–0 |
| Tulevik             | 1–3 | 1–2 | 0–4 | 4–1 | 2–5 | 0–3 | 2–2 | 3–2 | —   | 1–1 |
| Vaprus              | 0–6 | 3–1 | 0–4 | 0–1 | 0–5 | 0–3 | 2–4 | 1–1 | 0–3 | —   |

## Playoffs de relegación
Lo disputaron el noveno clasificado ante el segundo clasificado de la Esiliiga 2018.
| Equipo 1 | Agr. | Equipo 2   | Ida | Vuelta |
| -------- | ---- | ---------- | --- | ------ |
| Elva     | 0–2  | Kuressaare | 0–1 | 0–1    |

## Goleadores
| Pos. | Jugador               | Club            | Goles |
| ---- | --------------------- | --------------- | ----- |
| 1    | Liliu                 | Nõmme Kalju     | 31    |
| 2    | Zakaria Beglarishvili | Flora           | 30    |
| 3    | Roman Debelko         | Levadia Tallinn | 28    |
| 4    | Tristan Koskor        | Tammeka         | 21    |
| 5    | Dmitri Barkov         | Narva Trans     | 17    |
| 6    | Frank Liivak          | Flora           | 16    |
| 7    | Sander Laht\|         | Kuressaare      | 15    |
| 8    | Marcelin Gando        | Levadia Tallinn | 14    |
| 8    | Rimo Hunt             | Nõmme Kalju     | 14    |
| 10   | Viktor Plotnikov      | Narva Trans     | 13    |
| 10   | Muamer Svraka         | Levadia Tallinn | 13    |